# Château de Neuilly-la-Forêt
Le château de Neuilly-la-Forêt est une ancienne résidence des évêques de Bayeux, fondé probablement au XIe siècle, qui se dresse sur le territoire de l'ancienne commune française de Neuilly-la-Forêt, dans le département du Calvados, en région Normandie. L'édifice est partiellement inscrit au titre des monuments historiques.

## Localisation
Le château est situé dans le parc naturel régional des Marais du Cotentin et du Bessin, au lieudit la Bouillotte, sur la commune déléguée de Neuilly-la-Forêt au sein de la commune nouvelle d'Isigny-sur-Mer, dans le département français du Calvados. Il occupe un site de grande valeur, à la fois économique et stratégique.

## Historique
L'édifice appartient initialement aux évêques de Bayeux au XIe siècle, comme résidence rurale ou lieu de repli lors des périodes de troubles.
Mentionné dès le XIe siècle, le château est donné à Odon, évêque de Bayeux, et demi-frère de Guillaume le Conquérant. Après une première tentative infructueuse au printemps 1343,, Geoffroy d'Harcourt prend et incendie l'édifice en 1346,.
L'évêque Pierre de Villaines y meurt le 3 septembre 1360. Son corps y reste 70 ans car l'intéressé n'avait pas payé les annates au pape.
L'édifice fait l'objet de plusieurs sièges de la part des forces anglaises durant la guerre de Cent Ans, qui l'occupent au XVe siècle. Durant l'occupation anglaise, le château a, en 1426, pour capitaine Thomas de Creully, d'une famille normande issu de Guillaume le Conquérant qui ne s'était pas vu dépourvu de ses biens par les Anglais. La place subit encore de nouvelles dégradations pendant les guerres de Religion.
L'évêque de Bayeux François de Nesmond est le dernier prélat à l'occuper au début du XVIIIe siècle.
Vendu aux enchères comme bien national en 1791, le domaine est acheté par le financier Jean-Barthélemy Le Couteulx de Canteleu pour 750 184 livres tournois.
Le château subit de graves prédations au milieu du XIXe siècle.

## Description
L'édifice qui a conservé des éléments des XIIIe et XVe siècles, romans et gothiques, comme des croisées, arcades et baies. D'autres vestiges d'éléments détruits subsistent et le site est une « réserve archéologique de grande valeur pour l'architecture civile médiévale ».

## Protection
Les façades et toitures du logis, y compris les vestiges intérieurs du logis médiéval (escalier, arcades, baies) ; les façades et toitures de la chapelle ; les façades et toitures de la grange ; l'assiette des sols, lieudit Le Château, en tant que réserve archéologique sont inscrites au titre des monuments historiques par arrêté du 9 novembre 1999
.